# Liste der Monuments historiques in Hirtzbach
Die Liste der Monuments historiques in Hirtzbach führt die Monuments historiques in der französischen Gemeinde Hirtzbach auf.

## Liste der Bauwerke
| Bezeichnung              | Beschreibung                                                                                                 | Standort                | Kennzeichnung | Schutzstatus   | Datum     | Bild           |
| ------------------------ | --- | ----------------------- | ------------- | -------------- | --------- | -------------- |
| Château de Reinach       | Schloss mit französischem Garten, 18. und 19. Jahrhundert; sechsundzwanzigseitige Sonnenuhr, 19. Jahrhundert | 2 rue du Château (Lage) | PA00085746    | Inscrit Classé | 1990 2000 | weitere Bilder |
| Park von Schloss Reinach | englischer Garten, 1820 angelegt, mit Chalet, Remise und Eiskeller                                           | Rue du Château (Lage)   | PA68000006    | Inscrit        | 1996      | weitere Bilder |